# Patrick Côté
Patrick Côté (Rimouski, 29 febbraio 1980) è un ex lottatore di arti marziali miste canadese.
È noto per la sua militanza nell'organizzazione UFC, nella quale è stato un contendente al titolo dei pesi medi nel 2008 quando affrontò senza successo il campione Anderson Silva. Nel 2014 ha fatto da allenatore nella stagione Nations: Canada vs. Australia del reality show The Ultimate Fighter.
Durante il suo inizio di carriera in patria è stato campione TKO nelle divisioni dei pesi medi e mediomassimi, nonché campione nazionale dei pesi mediomassimi King of the Cage e campione dei pesi medi MFC; al di fuori dei combattimenti nell'UFC Côté non è mai stato sconfitto.

## Caratteristiche tecniche
Noto per essere principalmente uno striker, grazie al suo background nel muay thai e nel pugilato, Côté vantava un pugno da KO ed una mascella di granito, non essendo mai finito KO per un colpo ricevuto e riuscendo ad assorbire tremende percussioni da parte di forti lottatori.

## Carriera nelle arti marziali miste

### Inizi in Canada: TKO, KOTC e MFC
La carriera di Côté da lottatore professionista di arti marziali miste inizia nel 2002 con i primi incontri nella promozione del Québec UPG: qui Patrick infila due successi consecutivi, entrambi nel primo round.
Nel 2003 esordisce nella TKO Major League MMA, al tempo la più prestigiosa lega canadese di MMA: all'esordio batte ai punti Yan Pellerin, e successivamente grazie ai successi per KO alla prima ripresa su Steve Vigneault e Bill Mahood conquista il titolo dei pesi mediomassimi TKO.
Tra il 2004 e il 2005 ha una parentesi senza successi in UFC, dopo la quale torna a lottare in Canada oramai come peso medio, e conquista il titolo di categoria Maximum Fighting Championships sconfiggendo per sottomissione Jason MacDonald; sempre nel 2006 conquista anche il titolo canadese dei pesi mediomassimi King of the Cage battendo per sottomissione ancora una volta Bill Mahood.
Dopo una seconda veloce parentesi in UFC Côté torna per un singolo incontro in Canada e vince anche il titolo dei pesi medi TKO sconfiggendo Jason Day.

### Ultimate Fighting Championship
L'esordio nell'UFC, l'allora più prestigiosa organizzazione di arti marziali miste del Nord America, avviene nel 2004 nella categoria dei pesi mediomassimi, quando Côté viene opposto all'ex campione dei pesi mediomassimi Tito Ortiz come sostituto dell'infortunato Guy Mezger: Patrick venne sconfitto ai punti, impressionando positivamente lo staff dell'organizzazione.
Nel 2005 fece il suo debutto nella categoria dei pesi medi affrontando il connazionale Joe Doerksen e venendo sconfitto per sottomissione durante la terza ripresa.
Successivamente venne battuto ai punti da un altro picchiatore insensibile ai colpi ricevuti quale è Chris Leben: a quel punto con un record parziale di 0-3 l'UFC decise di rilasciarlo.
Venne richiamato dalla promozione nel 2006 per prendere parte alla quarta stagione del reality show The Ultimate Fighter: in quella stagione il varietà cambiò formula e invece di formare squadre di giovani promesse delle arti marziali miste recuperò ex lottatori dell'UFC che non riuscirono a mettersi in luce nonostante avessero dimostrato ottime doti.
Côté ebbe la meglio per decisione dei giudici di gara sia su Jorge Rivera sia su Edwin DeWees, ma perse la finale contro Travis Lutter che lo sottomise con una leva al braccio.
Côté rimase comunque in UFC e proprio nel 2007 ebbe inizio la fase migliore della sua carriera: da quel momento infatti sconfisse il compagno di squadra Scott Smith ai punti e diede forte dimostrazione del suo pugno da knock out contro l'ex campione The Ultimate Fighter Kendall Grove e lo striker Drew McFedries, stendendoli entrambi durante il primo round ed ottenendo in entrambi i casi il premio Knockout of the Night della serata.
Contando anche la vittoria in TKO contro Jason Day Côté poteva vantare una striscia di quattro vittorie consecutive, striscia che divenne di cinque vittorie (quattro in UFC) quando sconfisse per decisione divisa dei giudici di gara l'ex campione panamericano di jiu jitsu brasiliano Ricardo Almeida: a quel punto, causa anche l'incapacità della divisione dei pesi medi UFC di sfornare validi contendenti per il campione in carica Anderson Silva, a
Côté venne data la possibilità di lottare per la cintura.
Contro Silva il canadese dimostrò di essere inferiore sotto tutti gli aspetti, ma dimostrò ancora una volta di avere una mascella di granito, in quanto Anderson Silva portò dei forti colpi al volto di Côté il quale sembrò proprio non accusarli.
I primi due round vennero vinti da Silva ai punti, e durante il terzo round Côté sbagliò un movimento e s'infortunò al ginocchio, crollando su di esso: a quel punto l'arbitro interruppe l'incontro e decretò la vittoria di Silva.
Dopo quell'incontro Côté non ottenne risultati vincenti, in quanto venne sconfitto per sottomissione da Alan Belcher dopo essere stato proiettato a suo dire in modo irregolare; subì un'ulteriore sconfitta ai punti da parte del grappler Tom Lawlor che vinse un incontro di lay and pray.
A quel punto l'UFC allontanò Côté per una seconda volta, che lasciò la promozione con un record parziale di 4-7.

### Dopo l'UFC
Côté tornò a lottare nel suo Québec: nel 2011 entrò nella RMMA ed affrontò l'ex lottatore UFC Kalib Starnes, vincendo per decisione unanime.
Ottenne lo stesso risultato anche contro Todd Brown, altro ex lottatore della Ultimate Fighting Championship.
Sconfisse anche Crafton Wallace e nel 2012 affrontò in Brasile l'esperto Gustavo Machado, vincendo per KO nel primo round.

### 2012: ritorno nell'UFC
Nel luglio 2012 Côté per la terza volta viene chiamato dall'UFC, questa volta per sostituire Rich Franklin nel match contro Cung Le: Côté perde l'incontro ai punti con l'avversario che vince tutti e tre i round, benché tutte le riprese furono ben combattute.
Sul finire dell'anno ha la possibilità di scegliersi un avversario e la sua scelta cade sullo striker italiano Alessio Sakara: dopo un paio di scambi iniziali Sakara riesce a far cadere il beniamino del pubblico canadese con una gomitata e su un tentativo di takedown di Côté l'italiano lo colpisce ripetutamente alla testa con dei pugni, mettendo il canadese KO per la prima volta nella sua carriera, ma al termine del match l'arbitro Miragliotta annunciò la vittoria di Côté per squalifica dell'avversario, in quanto i colpi finali di Sakara finirono per lo più sulla nuca del canadese, parte della testa che per regolamento non può essere colpita.
Nel 2013 era previsto un rematch con Alessio Sakara sempre a Montréal, ma alcuni problemi fisici capitati all'italiano fecero saltare la sfida e successivamente Côté decise di scendere nei pesi welter; l'esordio nella nuova categoria di peso avvenne in marzo contro l'ex Strikeforce Bobby Voelker, incontro conclusosi con la vittoria ai punti del canadese.
Nel 2014 venne scelto per allenare il team canadese per la stagione Nations: Canada vs. Australia del reality show The Ultimate Fighter opposto alla squadra australiana guidata da Kyle Noke: il suo team fu il primo nella storia del reality che riuscì a portare quattro atleti alle finali, e nell'evento che ospitava proprio le finali Côté sconfisse Noke.
In settembre arriva la prima sconfitta come peso welter contro l'ex campione di kickboxing Stephen Thompson. Mentre ad aprile del 2015 ritorna nell'ottagono ottenendo una vittoria per decisione unanime contro il veterano Joe Riggs.
Ad agosto affrontò il veterano della UFC Josh Burkman. Dopo un match molto combattuto, Coté ottenne una vittoria per KO tecnico dopo aver effettuato un knockdown colpendo l'avversario con un violento pugno sul volto. Il canadese divenne inoltre il primo lottatore a mandare KO Burkman. Entrambi ottennero il riconoscimento Fight of the Night.
A gennaio del 2016 affrontò Ben Saunders. Dopo 1 minuto dall'inizio della seconda ripresa, Coté mise a segno una serie di montanti in pieno volto dalla posizione di clintch, mandando così al tappeto il suo avversario e ponendo fine all'incontro per KO tecnico.
Il 18 giugno affrontò il talentuoso Donald Cerrone. Nei primi due round il canadese subì due takedown e venne messe al tappeto più volte con una serie di colpi da parte di Cerrone. Al terzo round, ormai evidente lo svantaggio tecnico in piedi, Côté venne nuovamente colpito da un sinistro destro in pieno volto finendo al tappeto, dove venne sconfitto con il ground and pound.

### Risultati nelle arti marziali miste
Gli incontri segnati su sfondo grigio si riferiscono ad incontri di esibizione non ufficiali o comunque non validi per essere integrati nel record da professionista.
| Risultato | Record | Avversario         | Metodo                               | Evento                                  | Data              | Round | Tempo | Città                      | Note                                                |
| --------- | ------ | ------------------ | ------------------------------------ | --------------------------------------- | ----------------- | ----- | ----- | -------------------------- | --------------------------------------------------- |
| Sconfitta | 23-10  | Donald Cerrone     | KO Tecnico (pugni)                   | UFC Fight Night: MacDonald vs. Thompson | 18 giugno 2016    | 3     | 2:35  | Ottawa, Canada             |                                                     |
| Vittoria  | 23-9   | Ben Saunders       | KO Tecnico (pugni)                   | UFC Fight Night: Dillashaw vs. Cruz     | 17 gennaio 2016   | 2     | 1:14  | Boston, Stati Uniti        |                                                     |
| Vittoria  | 22-9   | Josh Burkman       | KO Tecnico (pugni)                   | UFC Fight Night: Holloway vs. Oliveira  | 23 agosto 2015    | 3     | 1:26  | Saskatoon, Canada          | Fight of the Night                                  |
| Vittoria  | 21-9   | Joe Riggs          | Decisione (unanime)                  | UFC 186: Dillashaw vs. Barao II         | 25 aprile 2015    | 3     | 5:00  | Montréal, Canada           |                                                     |
| Sconfitta | 20-9   | Stephen Thompson   | Decisione (unanime)                  | UFC 178: Johnson vs Cariaso             | 27 settembre 2014 | 3     | 5:00  | Las Vegas, Stati Uniti     |                                                     |
| Vittoria  | 20-8   | Kyle Noke          | Decisione (unanime)                  | UFC Fight Night: Bisping vs. Kennedy    | 16 aprile 2014    | 3     | 5:00  | Québec, Canada             |                                                     |
| Vittoria  | 19-8   | Bobby Voelker      | Decisione (unanime)                  | UFC 158: St-Pierre vs. Diaz             | 16 marzo 2013     | 3     | 5:00  | Montréal, Canada           | Passa ai Pesi Welter                                |
| Vittoria  | 18-8   | Alessio Sakara     | Squalifica (pugni alla nuca)         | UFC 154: St-Pierre vs. Condit           | 17 novembre 2012  | 1     | 1:26  | Montréal, Canada           |                                                     |
| Sconfitta | 17-8   | Cung Le            | Decisione (unanime)                  | UFC 148: Silva vs. Sonnen II            | 7 luglio 2012     | 3     | 5:00  | Las Vegas, Stati Uniti     |                                                     |
| Vittoria  | 17–7   | Gustavo Machado    | KO (pugni)                           | Amazon FC 2                             | 31 marzo 2012     | 1     | 2:44  | Manaus, Brasile            |                                                     |
| Vittoria  | 16–7   | Crafton Wallace    | KO Tecnico (infortunio al ginocchio) | IMMA 1                                  | 7 ottobre 2011    | 1     | 1:36  | Montréal, Canada           |                                                     |
| Vittoria  | 15–7   | Todd Brown         | Decisione (unanime)                  | RMMA 11: Quebec City                    | 4 giugno 2011     | 3     | 5:00  | Québec, Canada             |                                                     |
| Vittoria  | 14–7   | Kalib Starnes      | Decisione (unanime)                  | RMMA 10: Cote vs. Starnes               | 9 aprile 2011     | 3     | 5:00  | Montréal, Canada           |                                                     |
| Sconfitta | 13–7   | Tom Lawlor         | Decisione (unanime)                  | UFC 121: Lesnar vs. Velasquez           | 23 ottobre 2010   | 3     | 5:00  | Anaheim, Stati Uniti       |                                                     |
| Sconfitta | 13–6   | Alan Belcher       | Sottomissione (rear naked choke)     | UFC 113: Machida vs. Shogun 2           | 8 maggio 2010     | 2     | 3:25  | Montréal, Canada           |                                                     |
| Sconfitta | 13–5   | Anderson Silva     | KO Tecnico (infortunio al ginocchio) | UFC 90: Silva vs. Côté                  | 25 ottobre 2008   | 3     | 0:39  | Rosemont, Stati Uniti      | Per il titolo dei Pesi Medi UFC                     |
| Vittoria  | 13–4   | Ricardo Almeida    | Decisione (non unanime)              | UFC 86: Jackson vs. Griffin             | 5 luglio 2008     | 3     | 5:00  | Las Vegas, Stati Uniti     |                                                     |
| Vittoria  | 12–4   | Drew McFedries     | KO Tecnico (pugni)                   | UFC Fight Night: Swick vs Burkman       | 23 gennaio 2008   | 1     | 1:44  | Las Vegas, Stati Uniti     |                                                     |
| Vittoria  | 11–4   | Kendall Grove      | KO (pugni)                           | UFC 74: Respect                         | 25 agosto 2007    | 1     | 4:45  | Las Vegas, Stati Uniti     |                                                     |
| Vittoria  | 10–4   | Jason Day          | Sottomissione (pugni)                | TKO 29: Repercussion                    | 1º giugno 2007    | 1     | 4:05  | Montréal, Canada           | Vince il titolo dei Pesi Medi TKO                   |
| Vittoria  | 9–4    | Scott Smith        | Decisione (unanime)                  | UFC 67: All or Nothing                  | 3 febbraio 2007   | 3     | 5:00  | Las Vegas, Stati Uniti     |                                                     |
| Sconfitta | 8–4    | Travis Lutter      | Sottomissione (armbar)               | The Ultimate Fighter 4 Finale           | 11 novembre 2006  | 1     | 2:18  | Las Vegas, Stati Uniti     | Torneo dei Pesi Medi TUF 4, Finale                  |
| Vittoria  | NU     | Edwin Dewees       | Decisione (unanime)                  | The Ultimate Fighter 4                  | 2 novembre 2006   | 3     | 5:00  | Las Vegas, Stati Uniti     | Torneo dei Pesi Medi TUF 4, Semifinale              |
| Vittoria  | NU     | Jorge Rivera       | Decisione (unanime)                  | The Ultimate Fighter 4                  | 6 ottobre 2006    | 2     | 5:00  | Las Vegas, Stati Uniti     | Torneo dei Pesi Medi TUF 4, Primo turno             |
| Vittoria  | 8–3    | Jason MacDonald    | Sottomissione (rear naked choke)     | MFC 9: No Excuses                       | 10 marzo 2006     | 5     | 3:35  | Edmonton, Canada           | Vince il titolo dei Pesi Medi MFC                   |
| Vittoria  | 7–3    | Bill Mahood        | Sottomissione (ghigliottina)         | KOTC: Anarchy                           | 11 febbraio 2006  | 2     | 2:42  | Prince George, Canada      | Vince il titolo canadese dei Pesi Mediomassimi KOTC |
| Sconfitta | 6–3    | Chris Leben        | Decisione (non unanime)              | UFC Ultimate Fight Night                | 6 agosto 2005     | 3     | 5:00  | Las Vegas, Stati Uniti     |                                                     |
| Sconfitta | 6–2    | Joe Doerksen       | Sottomissione (rear naked choke)     | UFC 52: Couture vs. Liddell 2           | 16 aprile 2005    | 3     | 2:35  | Las Vegas, Stati Uniti     | Passa ai Pesi Medi                                  |
| Vittoria  | 6–1    | Ricardeau Francois | Decisione (non unanime)              | TKO 19: Rage                            | 29 gennaio 2005   | 3     | 5:00  | Montréal, Canada           |                                                     |
| Sconfitta | 5–1    | Tito Ortiz         | Decisione (unanime)                  | UFC 50: The War of '04                  | 22 ottobre 2004   | 3     | 5:00  | Atlantic City, Stati Uniti | Debutto in UFC                                      |
| Vittoria  | 5–0    | Bill Mahood        | KO (pugno)                           | TKO 16: Infernal                        | 22 maggio 2004    | 1     | 0:21  | Québec, Canada             | Vince il titolo dei Pesi Mediomassimi TKO           |
| Vittoria  | 4–0    | Steve Vigneault    | KO (pugno)                           | TKO 14: Road Warriors                   | 29 novembre 2003  | 1     | 1:08  | Victoriaville, Canada      |                                                     |
| Vittoria  | 3–0    | Yan Pellerin       | Decisione (unanime)                  | TKO 13: Ultimate Rush                   | 6 settembre 2003  | 3     | 5:00  | Montréal, Canada           | Debutto in TKO                                      |
| Vittoria  | 2–0    | Glenn Murdoch      | KO Tecnico (pugni)                   | UPG 9                                   | 22 marzo 2003     | 1     | 5:00  | Victoriaville, Canada      |                                                     |
| Vittoria  | 1–0    | Pascal Gosselin    | Sottomissione (rear naked choke)     | UPG 8                                   | 3 novembre 2002   | 1     | 1:18  | Victoriaville, Canada      |                                                     |